# Microdrosophila serrata
Microdrosophila serrata är en tvåvingeart som beskrevs av Toyohi Okada 1985. Microdrosophila serrata ingår i släktet Microdrosophila och familjen daggflugor. Inga underarter finns listade i Catalogue of Life.